# ストーンズリバーの戦い
ストーンズリバーの戦い（ストーンズリバーのたたかい、英:Battle of Stones River、あるいは第二次マーフリーズボロの戦い、英:Second Battle of Murfreesboro、南部では単にマーフリーズボロの戦い、英:Battle of Murfreesboro）は、南北戦争の西部戦線における「ストーンズリバー方面作戦」の頂点として、中部テネシー州で1862年12月31日から1863年1月2日に行われた戦闘である。南北戦争の主要戦闘の中でも両軍とも最高の損失率となった。戦闘自体は引き分けだったが、北軍が2度にわたる南軍の攻撃を撃退し、その後に南軍が撤退したことで、東部戦線におけるフレデリックスバーグの戦いでの敗北後沈滞していた北軍の士気を大いに上げ、南軍の中部テネシー州支配という願望を打ち砕いた。

## ストーンズリバー方面作戦
南軍の将軍ブラクストン・ブラッグのミシシッピ軍は1862年10月8日のペリービルの戦いで敗北した後、ケンタッキー州ハロッズバーグまで撤退し、10月10日にエドマンド・カービー・スミス少将の軍隊10,000名と合流した。ブラッグ軍は38,000名の古参兵からなる軍隊となったが、主導権を取り戻す動きは起こさなかった。ペリービルでの勝者ドン・カルロス・ビューエル少将は同じくらい受動的であり、ブラッグを攻撃することを拒んだ。
不満が募ったブラッグはカンバーランド渓谷を通って撤退し、ノックスビルやチャタヌーガを通過して北西に転じ、最終的にテネシー州マーフリーズボロで停止した。スミスのケンタッキー軍と合流して11月20日付けでテネシー軍と改名していたその軍隊は、市の北西でストーンズ川西支流に沿って防御的陣地を布いた。ここを12月16日にアメリカ連合国大統領ジェファーソン・デイヴィスが訪れた時、ブラッグはビックスバーグ防衛を助けるためにカーター・L・スティーブンソン少将の歩兵師団をミシシッピ州に派遣するよう命令を受けた。ブラッグはその軍隊を再編し、スミスは東テネシー州に去った。ブラッグはウィリアム・J・ハーディおよびレオニダス・ポーク各少将の2個軍団とジョセフ・ウィーラー准将の騎兵隊を指揮した。ネイサン・ベッドフォード・フォレストとジョン・ハント・モーガンの両名が中部テネシー州の外へ戦略的襲撃のために派遣されていたので、若いウィーラーの指揮では騎兵の戦力や熟練度がかなり弱まっていた。ブラッグにはもう一つ困った問題があった。部下の中で上級の将軍達がジェファーソン・デイヴィスにブラッグの解任（西部戦線の全軍指揮官ジョセフ・ジョンストン将軍を支持した）を願い出るという事実上の反乱だった。デイヴィスはブラッグと反乱を起こした将軍達ともに解任を拒んだ。
北軍側では、エイブラハム・リンカーン大統領がビューエルの受動性に不満を募らせ、最近イウカの戦いと第二次コリンスの戦いで勝利を上げたウィリアム・ローズクランズ少将に指揮官をすげ替えた。ローズクランズはその第14軍団（間もなくカンバーランド軍と改称された）をナッシュビルに動かし、ワシントンからは、もし彼がブラッグに対して攻撃的に動かずテネシー州東部を占領しなければ、彼もまた解任されると警告を受けた。しかし、ローズクランズはその軍隊を再編し訓練（特に騎兵）するために十分な時間を取り、さらに補給もした。12月26日になってやっとブラッグ軍追求のための行軍を始めた。
ローズクランズがナッシュビルで準備を進める間、ブラッグはジョン・ハント・モーガン大佐にその騎兵隊と共に北に移動し、ローズクランズの通信線で活動し、ローズクランズがナッシュビルの北から食料調達するのを妨げるよう命令した。（マーフリーズボロの北にある）ナッシュビルからカンバーランド川上流約40マイル (64 km)にある渡渉点で起こったハーツビルの戦いは、ローズクランズがその歩兵軍に大挙して行動を起こさせる前に、北方のモーガン隊による襲撃中の出来事だった。モーガン隊の急襲に続く比較的小さな戦闘は、北軍にとって厄介な敗北となり、北軍は多くの物資や兵士を捕獲された。北軍もまた戦略的な騎兵襲撃を行わせた。ローズクランズ軍がナッシュビルを発った12月26日、サミュエル・P・カーター准将の小さな部隊がケンタッキー州マンチェスターからテネシー渓谷上流を襲った。翌年1月5日までカーター隊は鉄道橋を破壊し、12月28日のパーキンスミル（エルクフォートとも呼ばれる）での重大な戦闘を含め幾つかの小競り合いを演じた。しかし、北軍にしても南軍にしても、騎兵隊の襲撃でストーンズリバー方面作戦に大きな影響を与えることは無かった。
カンバーランド軍はクリスマスの翌日に3隊、あるいは3「翼」で南東のマーフリーズボロに向けて進発したが、途中で南軍ウィーラーの騎兵隊に効果的な嫌がらせを受け、その速度が遅くなった。ローズクランズはナッシュビルで有効兵力を総勢81,729名と報告していたが、南軍騎兵隊の嫌がらせからその基地や供給線を守る必要性があったので、進発した軍は総勢の半分をやっと超えたくらいだった。トマス・L・クリッテンデン少将の左翼14,500名は、ナッシュビル・アンド・チャタヌーガ鉄道に並行する道を採り、ラ・ヴェルニュとスミルナの南を通過した。中央翼はアレクサンダー・マクック少将の16,000名であり、ノーレンズビル・ターンパイクに沿って南にノーレンズビルまで降り、トライユーヌの南に出て東のマーフリーズボロに向かった。右翼のジョージ・ヘンリー・トーマス少将の13,500名はナッシュビル・アンド・ディケーター道路に並行するウィルソン・ターンパイクとフランクリン・ターンパイクに沿って進み、続いて東にノーレンズビルを抜け、クリッテンデン翼が通ったのと同じナッシュビル・アンド・チャタヌーガ鉄道の南を進んだ。翼を分けたのはトライユーヌのハーディ隊に対して転回運動を起こすことを意図したものだったが、北軍が動き始めた時にブラッグは対決を避けるためにハーディ隊をマーフリーズボロに戻らせた。

## マーフリーズボロおよび戦闘の作戦

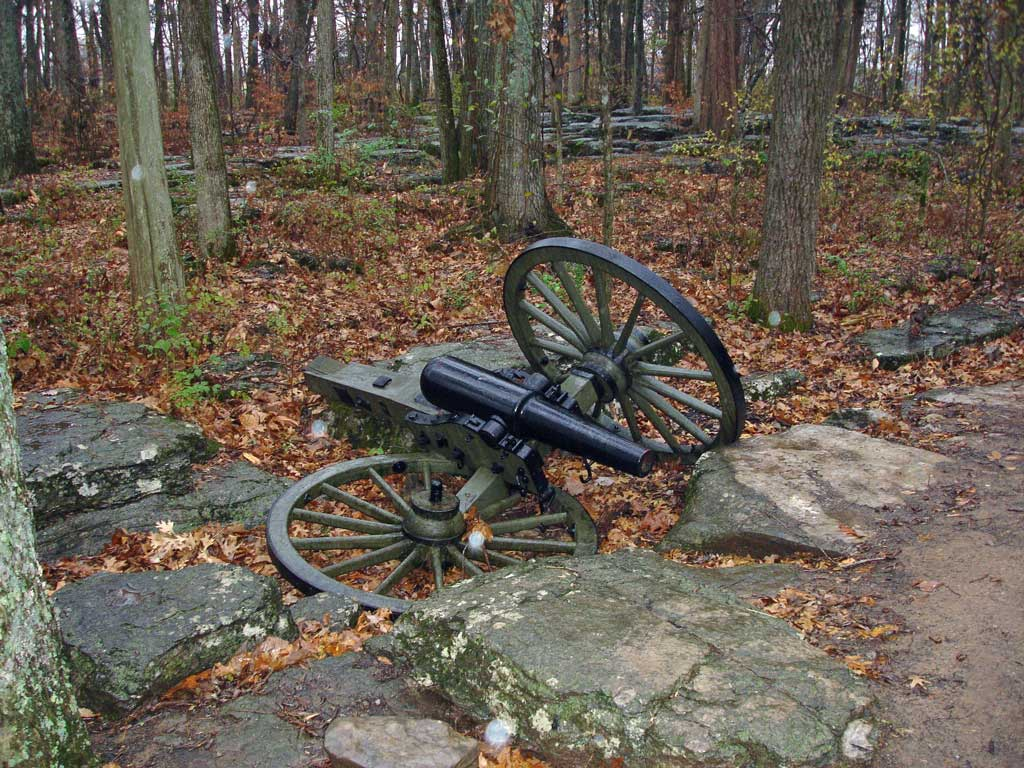
杉林の中の石灰岩の露頭、ストーンズ川国定戦場跡、2005年撮影

マーフリーズボロはストーンズ川渓谷の小さな町であり、元はアメリカ独立戦争時の大佐ハーディ・マーフリーに因んで名付けられた州都だった。南北戦争を通じて強い南軍寄りの感情の中心であり、ブラッグとその軍隊は暖かく迎えられ、12月1ヶ月間歓待された。豊かな農業地帯に位置しており、ブラッグはここで軍隊の食料を調達し、北軍がチャタヌーガに進行する可能性があるのをここで塞ごうと考えていた。ハーディは後に「戦場は守る側にとって特に利点はなかった」と記した。それでもブラッグは別に動くことを躊躇し、例えば南のより守りに適したダック川渓谷や、北のスチュワート・クリークにも行かなかった。スチュワート・クリークについてはローズクランズがブラッグの守る場所だと考えていた。ブラッグは、テネシーの土地をどこも北軍の支配下に置いてはいけないという政治的要求に敏感であり、ストーンズ川に跨る政治的影響力のある町の北西、比較的平らな地域を選んだ。この地域の一部、特にナッシュビル・パイク道路とナッシュビル・アンド・チャタヌーガ鉄道が交差する点近くは、丈は低いが濃密な杉林が特徴となっており、バージニア州の荒野の戦いよりも歩兵が通過しにくい場所となっていた。低い石灰岩の露頭が歯並びのような細い亀裂で分かれており荷馬車や大砲の移動には障害となった。ハーディ軍団は当初、西方約20マイル (32 km)のトライユーヌに配置され、ポーク軍団は川の西岸に、ハーディ軍団のうちジョン・ブレッキンリッジ少将の指揮する分遣師団が川の東にある低い丘に配された。どの部隊も野戦防塞を造るよう命令されなかった。
12月29日の夜にローズクランズがマーフリーズボロに到着した時までに、テネシー軍は1ヶ月間もその地域に宿営していた。夜陰の中でローズクランズ軍はナッシュビル・ターンパイクに沿って配置を終え、翌朝、ローズクランズ軍は総勢約45,000名、対するブラッグ軍は総勢約38,000名となった。勝敗の可能性はその数字が示すよりも接近していた。ブラッグには分遣しているが協働行動を取りながら北軍の戦線の背後深く襲撃しているフォレストとモーガンの騎兵隊がおり、またウィーラーの騎兵隊はヒット・アンド・ラン戦法で北軍の歩みを遅らせるという利点があった（ローズクランズがナッシュビルを離れることを躊躇したことの要因の一部は、南軍の騎兵隊に比較してその騎兵隊の経験が不足していることがあった）。12月29日、ウィーラーとその2,500名の部隊は北軍の背後に完全に回り込み、物資用荷馬車を破壊し、ローズクランズ輜重隊の予備弾薬を捕獲した。このとき捕獲したのは幌馬車隊4編成と1,000名の兵士だった。
12月30日、北軍はマーフリーズボロの北西2マイル (3 km)の線に入った。両軍は南西から北東に4マイル (6 km)にわたって並行に対峙した。当初ブラッグ軍の左翼は弱く、ローズクランズ軍が到着したときに攻撃して居ればそこから回り込んで直接マーフリーズボロの町に入れたのだが、北軍が進行している間南軍の騎兵隊が巧みに遮蔽していたので、ローズクランズはブラッグ軍の配置を良く掴んでいなかった。前年の第一次ブルランの戦いと似たようなやり方で、両軍の指揮官は翌日のために似たような作戦を考えていた。つまり敵の右翼を取り囲んでその背後に回り、そこを本隊から切り離すという作戦だった。両軍の作戦が同じだったので、勝利は最初に攻撃した方に行く可能性があった。ローズクランズは部隊に朝食後に攻撃を始めるよう準備するという命令を出したが、ブラッグは夜明けとともに攻撃することを命じた。

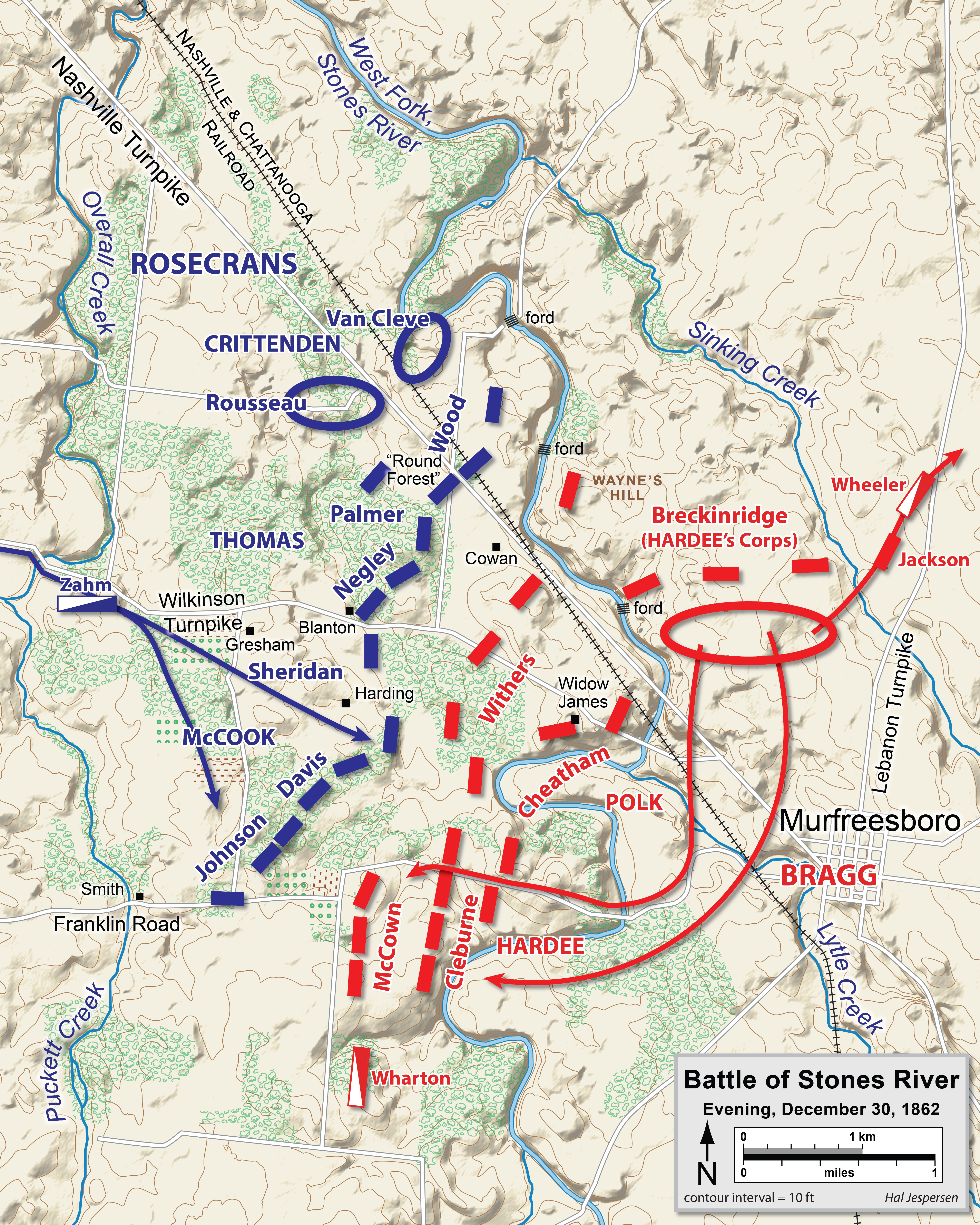
12月30日から31日の動きと配置

ブラッグ軍はレオニダス・ポーク軍団が川の西岸に、ウィリアム・J・ハーディ軍団が東岸に配置された。ブラッグはローズクランズ軍が12月30日に攻撃してくると予測したが、その日に攻撃は起こらなかった。その作戦はハーディ軍団とジョン・A・ウォートンの騎兵隊を駆って北軍の後方に深く入らせるということだった。翌朝の攻撃のためにハーディ軍団には川を渉って左翼に付かせることを始めた。このことでブレッキンリッジ師団は川の東岸の高台に予備隊として置かれた。
ローズクランズの作戦ではクリッテンデン隊に川を渉らせ、東岸の高台を攻撃させることであり、そこは南軍の戦線全体を砲撃できる優れた砲台になると思われた。南軍左翼のブレッキンリッジに向かい合うクリッテンデンは、これら部隊の動きについてマクック（北軍右翼）に注意することを怠った。マクックは、翌日の攻撃がクリッテンデンによる主力攻撃で始まるものと予測しており、その陣地に多くの篝火を焚いて、右翼にいるその勢力について南軍を欺くことを期待し、またその側面が障害物（近くのオーバーオール・クリーク）まで届いていないように偽装した。中央のトーマスは制限された攻撃を行い、クリッテンデン隊が回り込む中心点となるよう命令されていた。
両軍はわずか700ヤード (630 m)離れただけで露営し、その音楽隊が翌日の出来事の死には至らない予告となった音楽の戦いを始めた。北軍の音楽隊は「ヤンキードゥードゥル」と「ヘイル、コロンビア」を演奏し、南軍側は「ディキシー」と「ボニー・ブルー・フラッグ」で答えた。最後に片方が「ホーム・スウィート・ホーム」を演奏するともう一方も和した。北部と南部の何千という兵士達が戦線に並んだままこの感傷的な歌を共に歌った。

## 12月31日

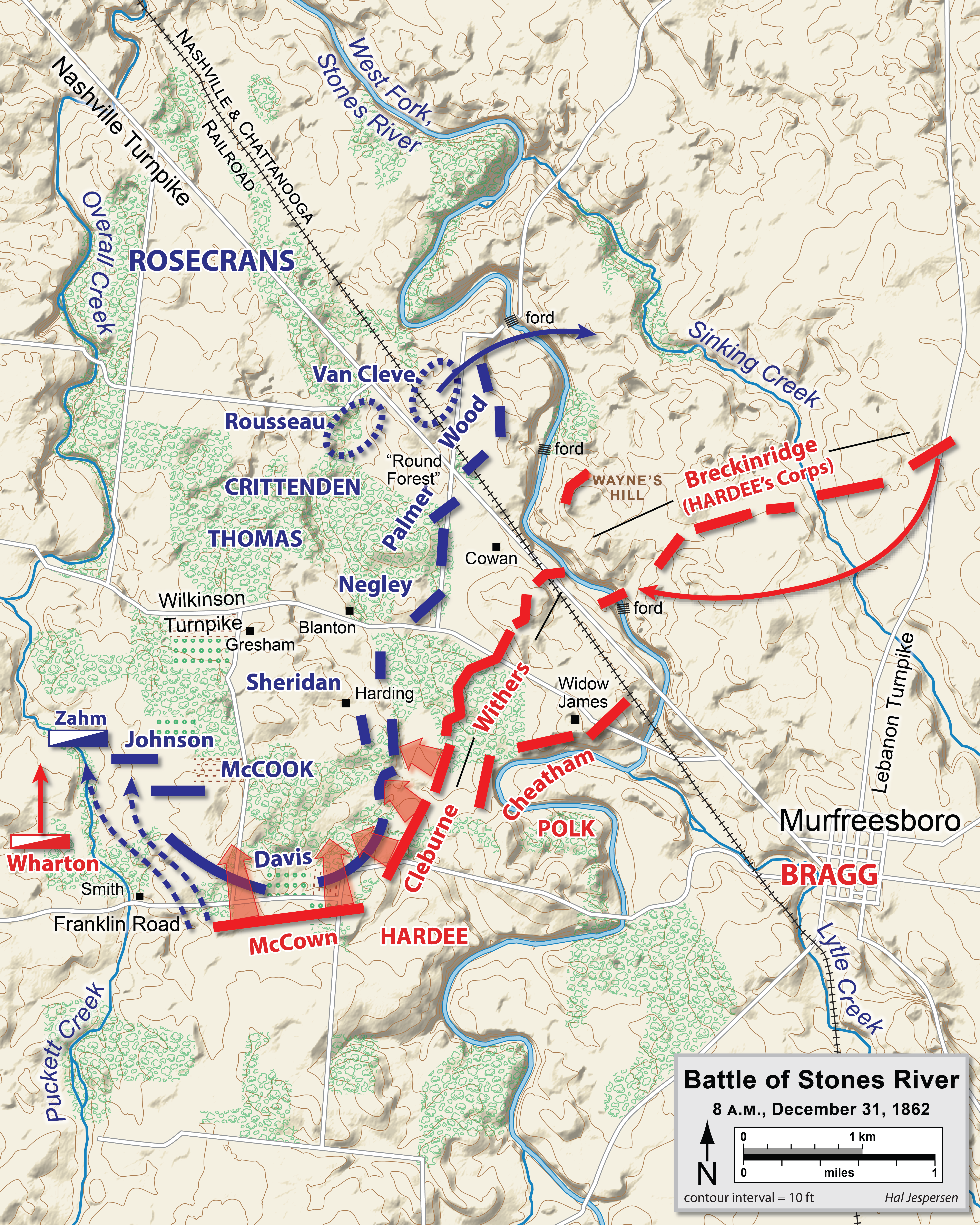
12月31日午前8時

12月31日の夜明け、午前6時頃、南軍のウィリアム・J・ハーディが先ず動き、北軍リチャード・W・ジョンソン准将師団の多くの者がその朝食を終える前に、ジョン・P・マッカウン少将師団が北軍の右翼を衝いた（これは北軍を早朝に急襲したことでは、ドネルソン砦の戦いとシャイローの戦いに続いて3度目の会戦だった）。南軍10,000名の兵士がその左翼に集中して大きな波となって攻撃した。マクックの偽装焚き火やマッカウンのやや未熟さもあって、その師団が左に流れ前線に隙間が空いたが、その隙間は後方から詰めたパトリック・クリバーン少将の師団によって継ぎ目無く埋められた。この2個師団が抵抗勢力を一蹴した。幾つかの砲台は1発を放つ時間もなく捕獲された。右翼のジョンソン師団は損失率50％以上にもなった。その左隣にいたジェファーソン・C・デイビス准将の師団も短時間しか持ち堪えられなかった。
ハーディ軍団は堅い抵抗に遭ったものの、午前10時までに北軍を鉄道やナッシュビル・パイクのある方向へ3マイル (5 km)押し込んだ。ジョンソンはそこでやっと部隊兵を再結集させることができた。ローズクランズは、ホレイショ・P・ヴァン・クリーブ准将の師団が午前7時に川を渉って始めていた南軍右翼へのクリッテンデン翼の攻撃を中止させ、自軍の右翼の補強に急行させた。ローズクランズは脅威を認識するのが遅く、マクックがハーディ軍団の攻撃を撃退できるものと思いこんでいた。ローズクランズは戦場を駆けめぐって部隊に指示を出し、その兵士達には神出鬼没に見えたが、その制服は並んで駆けていた時に砲弾で吹き飛ばされた友人で参謀長でもあるジュリアス・ギャレッシェ大佐の返り血で覆われていた。

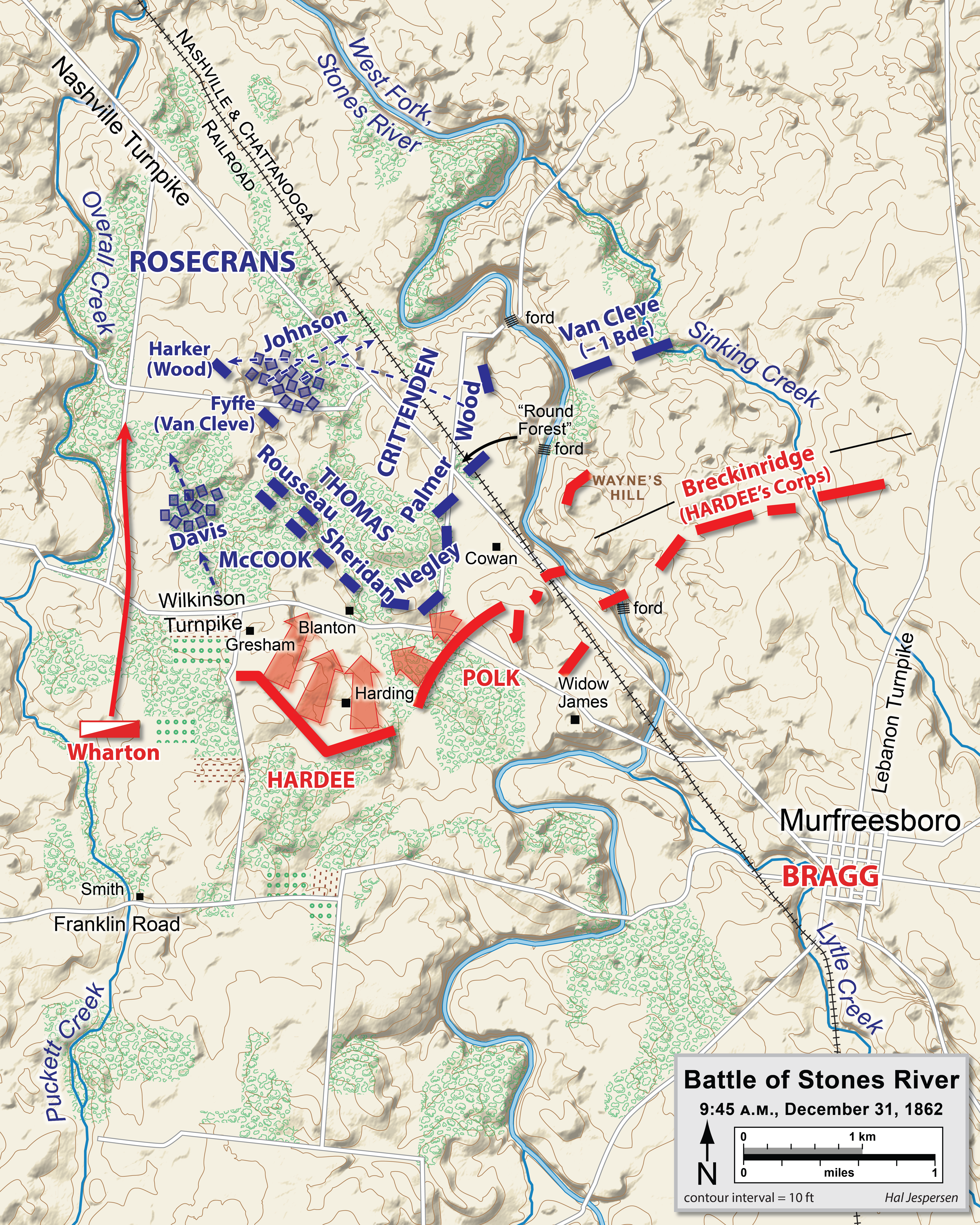
12月31日午前9時45分

南軍第2の波はポーク軍団のものであり、ジョーンズ・M・ウィザーズとベンジャミン・F・チーザム各少将の師団で構成された。その朝北軍の全滅を免れさせたのはフィリップ・シェリダン少将（マクックの翼）の予見だった。シェリダンは早朝の攻撃を予測し、午前4時までにその師団兵を起こして前線右半分の中央で備えさせた。ウィザーズがシェリダン師団の右翼（デイビスの左）を先ず衝いたが、3段の突撃で撃退された。続いてチーザムがその予備師団でシェリダン師団の正面を襲い、クリバーンがその側面を撃った。チーザムの攻撃は活発さが無く散発だった。戦闘を見ていた者はチーザムがひどく酔っぱらっておりその部隊を効果的に指揮できていなかったと報告した。シェリダンの部隊が敵の前進を遅らせる一方で、さらに大きな損失も出ていた。シェリダン師団の3個旅団の指揮官が全てその日の戦闘で戦死し、「ザ・スローター・ペン」（大虐殺の檻）と呼ばれた3方を囲まれた杉林の中で4時間戦い続け、その損失率は3分の1以上になった。午前10時までに南軍の目標としたものの多くが達成された。大砲は28門、兵士は3,000名以上を捕獲した。

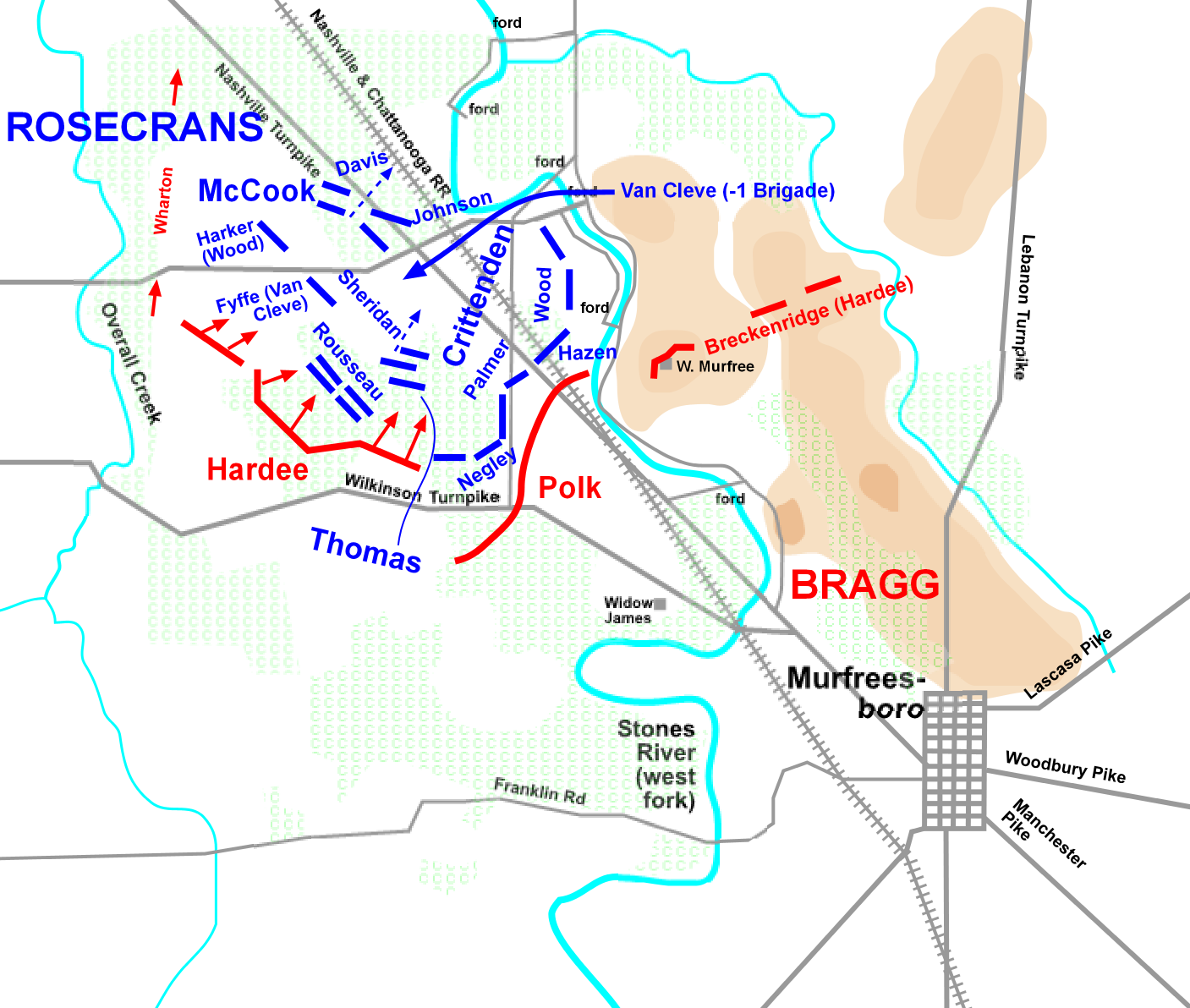
12月31日午前11時

2つの南軍のしくじりがローズクランズを助けた。川の東岸にいたブレッキンリッジは、クリッテンデンの早朝の攻撃が中止されたことを認識していなかった。彼は本隊左翼での攻撃を助けるための2個旅団による川を渉っての援軍派遣を拒否した。ブラッグがその師団を「いくらか」有効に使うためにその正面の敵に対する攻撃を命じたとき、ブレッキンリッジは前進して対抗する北軍がいないのを見出し当惑した。この頃、ブラッグは強力な北軍部隊がブラッグ軍のいる方向にレバノン・ターンパイクを伝って南下しているという誤った情報を受け取った。ブラッグはブレッキンリッジに送った川を渉っての援軍派遣命令を取り消したが、これで主力による攻撃の有効性も損なわれた。
午前11時までに、シェリダン師団の弾薬が底を突いて後退し、それでできた穴にハーディが付け込んだ。北軍はナッシュビル・パイクで再集結してその戦線を保持し、援軍や大量の大砲に支えられた。北軍左翼への繰り返された攻撃も、土地の者が「ラウンド・フォレスト」と呼ぶ岩の多い4エーカー (1.6 ha)の森林地に陣取ったウィリアム・B・ヘイズン大佐の旅団に撃退された。そこは「地獄の半エーカー」と呼ばれるようになった。ヘイズン旅団は当初の北軍戦線を守り通した唯一の部隊だった。北軍の前線はローズクランズ将軍の強い指導力とジョンソンとデイビスの師団が再結集することで安定を取り戻した。新しい前線は当初のものに対してほぼ垂直であり、川を背にして小さな半楕円状になった。
ブラッグは北軍の左翼、楕円状の前線の南東に面し、ヘイズンの旅団が守る場所への攻撃を考案した。そのような攻撃に使える部隊はブレッキンリッジ隊だけであり、ブラッグは川を渉るように命じたが、ブレッキンリッジの動きは鈍かった。午後4時までに、ブレッキンリッジの最初の2個旅団がヘイズン隊に散発的な攻撃を行い、激しく反撃された。他の2個旅団も到着して戦場に送られ、ポーク軍団の他の部隊にも支援された。その攻撃は2度目も失敗した。トーマスが抑えた反撃をしてその正面を払った。午後4時半までに、戦闘は終わった。

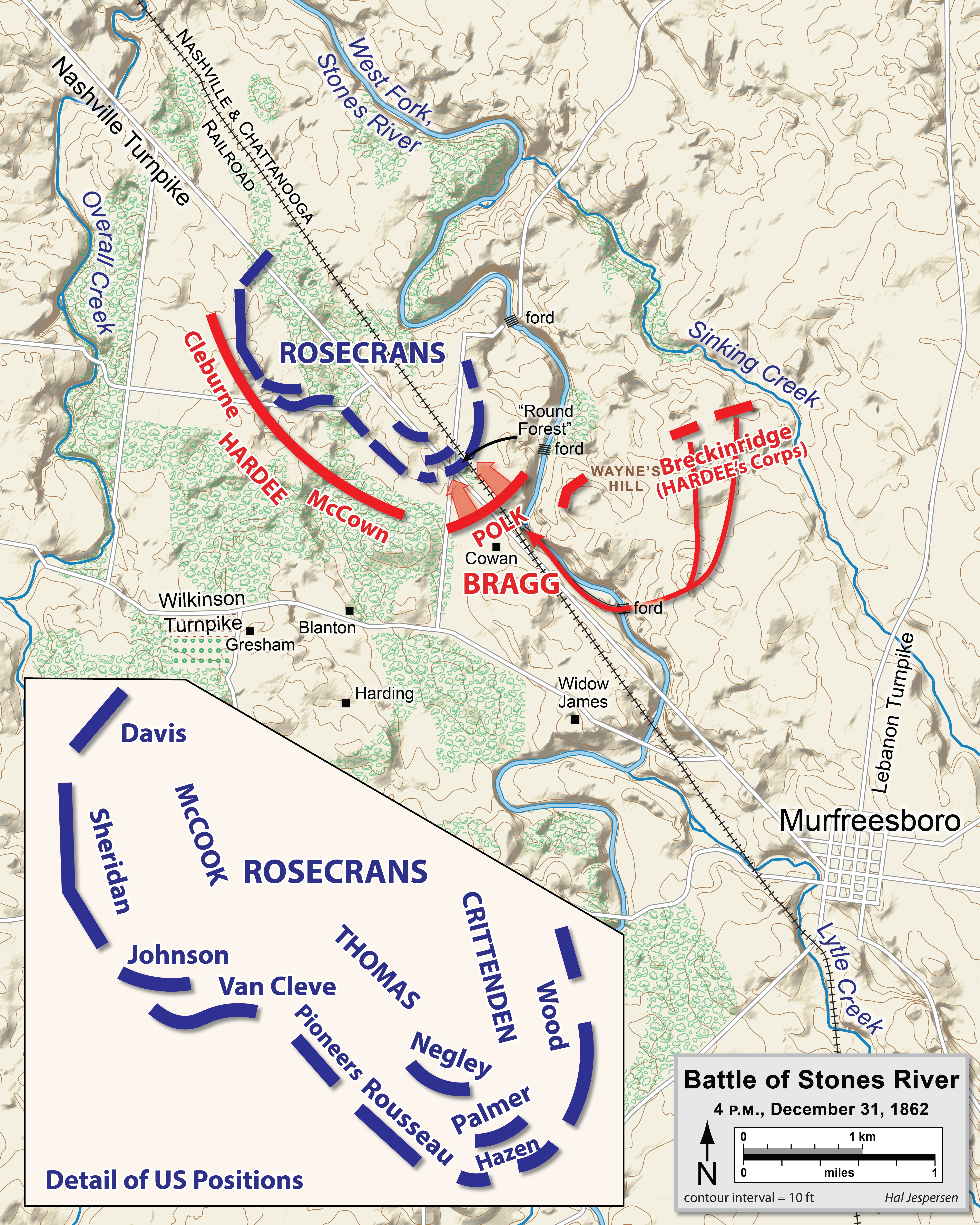
12月31日午後4時

ブラッグの作戦には基本的な欠陥があった。その目標はローズクランズの通信線（ナッシュビル・パイク）を遮断することにあったが、その攻撃によって北軍をまさにその地点に集めてしまった。ブラッグの伝記作者、グラディ・マックウィニーは次のように述べた。
北軍が最初の攻撃で崩壊しない限り、戦闘が続けばより堅固で強固な防衛陣地に押し込んでしまうことになり、一方南軍は次第に気運を失って、バラバラになり弱くなっていった。北軍はうまく退くことができれば戦闘の残骸から雪玉のようにその力を固めることができた。しかし南軍は前進するにつれて、糸玉のように解けていくことが避けられなかった。
その夜、ローズクランズは何をすべきかを決めるために作戦会議を開いた。将軍達の何人かは北軍が負けたと感じ、全軍が逃げ場を無くす前に撤退することを奨めた。ローズクランズはこの考えに反対し、これをクリッテンデンとトーマスが強く支持した。幾つかの史料に拠れば、トーマスはこの作戦会議で「この軍隊は撤退しない」あるいは「ここより良い死に場所は無い」と言ったとされている。結論はそこに留まって戦うことになり、北軍の前線は補強され、兵士の士気は上がった。ローズクランズは戦闘の後で「ブラッグは良い犬だが、しがみつくのも悪くない」と言ったとされている。
南軍側では、ブラッグが勝利を得たと確信していた。その日の損失は9,000名だったが、北軍の兵士を多く捕獲したことで、北軍はもっと多く失っていると信じた。南軍兵は北軍前線に面して塹壕を掘り始めた。ブラッグは寝る前にリッチモンドに宛てて電報を打った。曰く「敵はその強固な陣地を放棄して後退している。我が軍は全戦場を占領し敵を追跡する。...神は我々に幸福な新年を授け賜う。」

## 1月1日から3日

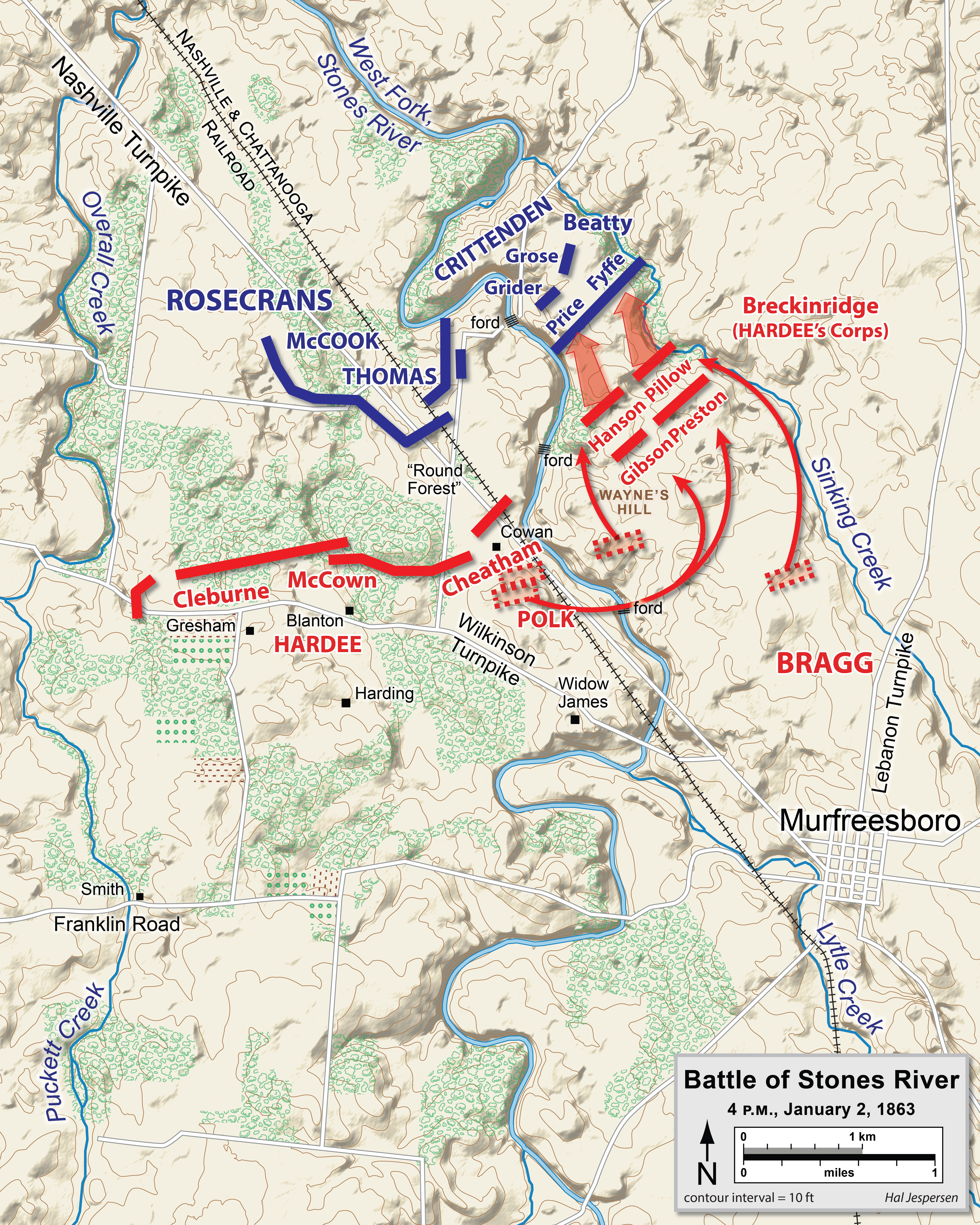
1月2日午後4時

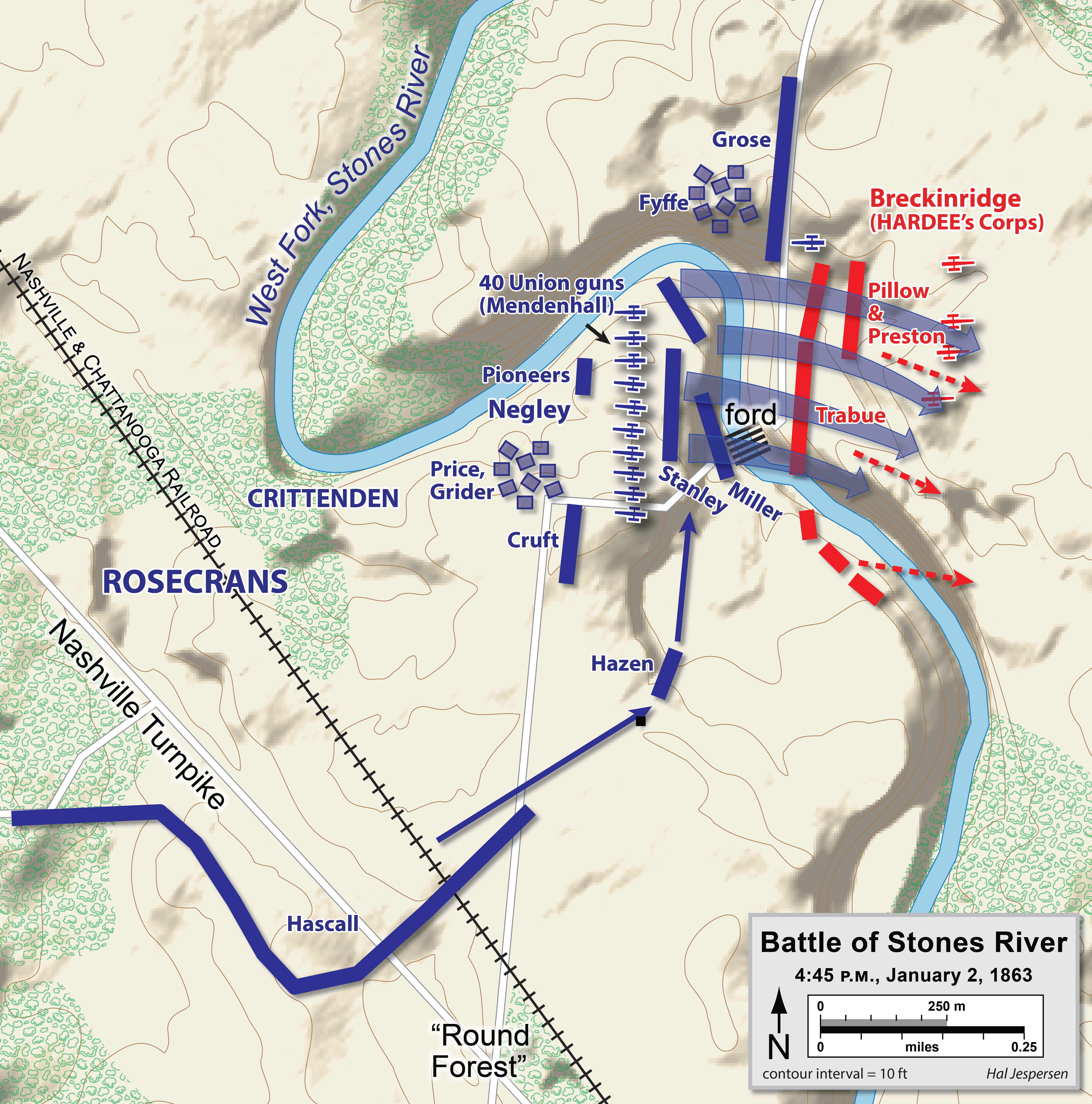
1月2日午後4時45分

1863年1月1日午前3時、ローズクランズは当初の作戦を復活させ、ヴァン・クリーブ師団（前日ヴァン・クリーブが負傷し、サミュエル・ビーティ大佐が指揮していた）に川を渉り、渡河地点2箇所を保護し良好な砲台となるそこの高台を占領するよう命じた。しかし、この日は両軍共に新年の祝日を守り疲れを癒し傷を治療することで比較的静穏だった。ポークは北軍前線の2箇所、トーマスとシェリダンの部隊に対して探りを入れさせたが、ほとんど効果は無かった。
北軍の後方ではウィーラーの騎兵隊がナッシュビルに向かうターンパイク上の通信線に嫌がらせを続けた。騎兵隊の攻撃から負傷兵を後送する部隊を守るために大層な護衛が付き、ウィーラーはこの動きを撤退の準備と解釈しブラッグにも報告した。ブラッグは戦いに勝ったという感覚に元気づけられ、ローズクランズが撤退するのを待つことで満足していた。
1月2日に午後4時、ブラッグはブレッキンリッジの部隊に川の東岸の丘を占領しているビーティの師団を攻撃するよう命じた。ブレッキンリッジは当初その攻撃が自殺行為だと抗議したが、最終的には同意して決死の覚悟で攻撃した。北軍はマックファデン浅瀬の向こうに押し出されたが、南軍の攻撃は川向こうからクリッテンデンの砲兵隊長ジョン・メンデンホール大尉の指揮する砲兵隊の集中砲火を浴びることになった。メンデンホールはその大砲45門を車軸から車軸に並べて完璧に配置し、対岸とその向こうの高台の敵を完全に支配し、この日のローズクランズ軍を救った。南軍の攻撃は立ち往生し、1時間足らずの間に1,800名以上の損失を出した。午後4時45分にジェイムズ・S・ネグリーの師団（トーマスの翼）が反撃を開始し、南軍は撤退した。ブレッキンリッジはこの惨劇で大きく落胆した。そのケンタッキー部隊（ロジャー・W・ハンソンの旅団、北軍が占領したケンタッキー州に戻れないので孤児旅団とも呼ばれた）の3分の1近くを失った。ブレッキンリッジは生き残った兵士達の中に馬で乗り入れ、「かわいそうな孤児よ！かわいそうな孤児よ！」と繰り返し叫んだ。
1月3日の朝、ローズクランズの元に大きな輜重隊と援軍の歩兵旅団が到着した。ウィーラーの騎兵隊がその後に付いて弾薬の荷車を奪おうとしたが撃退された。トーマスはその翼のラベル・H・ルソー師団に対して常時狙撃兵に狙われていたことに反応して2個連隊で南軍前線の中央を襲わせた。トーマスは南軍をその塹壕から引き出し、70ないし80名を捕虜にした（この行動にも拘わらず、主要な戦闘は一般に1月2日に終わったと認められている）。
ブラッグは、ローズクランズ軍が補強を受け続けるものと確信し、凍えるような雨というひどい天候で河面を上昇させその軍隊が2つに分けられてしまう可能性を認識した。1月3日の午後10時から、ブラッグはマーフリーズボロを抜け、南に36マイル (58 km)離れたタラホーマまでの撤退を開始した。ローズクランズはマーフリーズボロを占領したが、ブラッグ軍を追撃しようとはしなかった。

## 戦いの後
両軍併せての損失は23,515名だった。北軍は13,249名、南軍は10,266名だった。これは南北戦争の主要な戦いの中でも損失率で最大であり、この年のそれ以前にあった有名な流血戦シャイローの戦いやアンティータムの戦いよりも絶対数で大きかった。この戦闘は戦術的に引き分けたが、ブラッグ軍が最初に戦場から撤退したために伝統的に敗北と考えられている。ブラッグは南軍の軍人仲間から均しく侮蔑を受けた。唯一ジョセフ・ジョンストンが支持したことと、ジェファーソン・デイヴィス大統領が適当な代案を見付けられなかったことで、指揮官解任は免れた。しかし、結果を見れば少なくとも北軍の戦略的勝利だったと言うことができる。この戦闘は北軍の士気高揚に大変重要であり、エイブラハム・リンカーンのローズクランズ将軍に宛てた手紙でも「貴方は我々に得難い勝利をもたらした。それが敗北であれば、この国は生存し続けられなかったであろう。」と言ったのが証拠になる。中部テネシー州における南軍の脅威は無くなった。
ローズクランズは5ヶ月半を使ってマーフリーズボロを補強した。膨大な土木工事による「ローズクランズ砦」が建設され南北戦争の残り期間は補給基地として機能した。次の大きな衝突はタラホーマ方面作戦として知られるフーバーズギャップの戦いであり、1863年6月にローズクランズがブラッグ軍に対して遂にその軍隊を動かした。
ストーンズリバーの戦いの戦場跡一部とローズクランズ砦は現在、ストーンズリバー国定戦場跡となっている。「地獄の半エーカー」で有名となったウィリアム・ヘイズン旅団によって建てられた、合衆国最古で原型を保っている南北戦争記念碑がある。600エーカー (2.4 km2)の国定戦場跡には1865年に設立されたストーンズリバー国立墓地があり6,000名以上の北軍兵の墓がある。